# Xylora neritica
Xylora neritica är en kräftdjursart som beskrevs av Gilbert Henry Hicks 1988. Xylora neritica ingår i släktet Xylora och familjen Thalestridae. Inga underarter finns listade i Catalogue of Life.